# Poisson de sable
Scincus scincus
Espèce
Synonymes
- Lacerta stincus Linnaeus, 1758
- Scincus officinalis Laurenti, 1768
- Scincus meccensis Wiegmann, 1837
- Scincus conirostris Blanford, 1881
- Scincus muscatensis Werner, 1895
- Scincus officinalis var. cucullata Werner, 1914
- Scincus gasperetti Haas, 1957
- Scincus deserti Haas, 1957

Statut CITES
Scincus scincus, le Poisson de sable ou Scinque officinal, est une espèce de sauriens de la famille des Scincidae.

## Répartition
Cette espèce se rencontre :
- au Sénégal, au Mali, au Niger, au Nigeria, au Maroc, en Mauritanie, en Tunisie, en Algérie, en Libye, en Égypte et au Soudan ;
- en Israël, en Jordanie, en Syrie, en Arabie saoudite, au Yémen, aux Émirats arabes unis, au Qatar, à Bahreïn, au Koweït, en Irak, à Oman et en Iran.

## Description

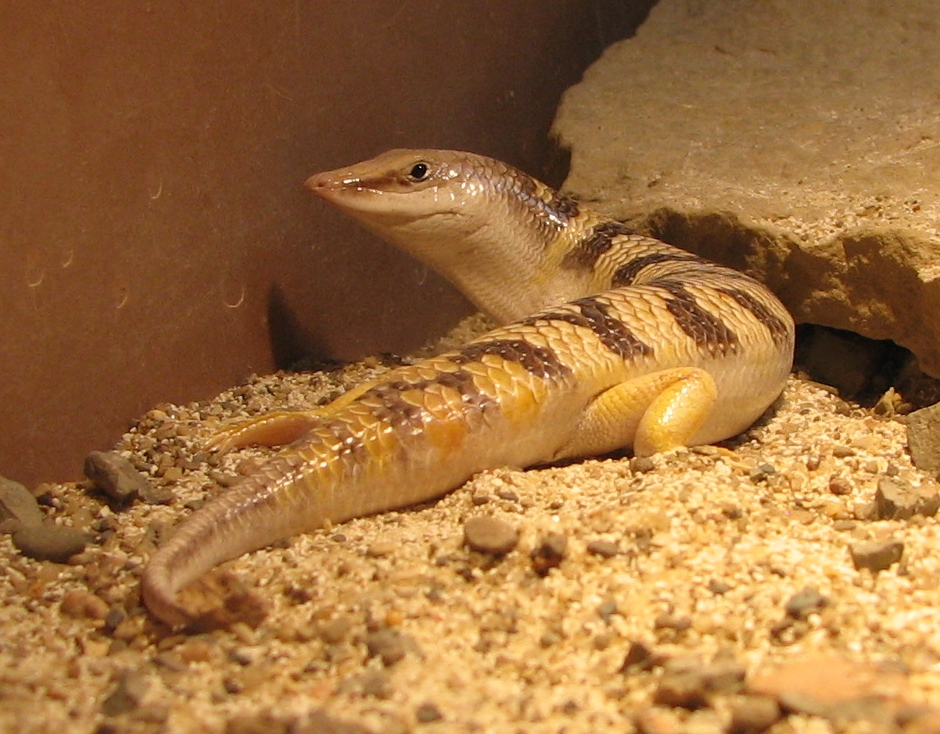

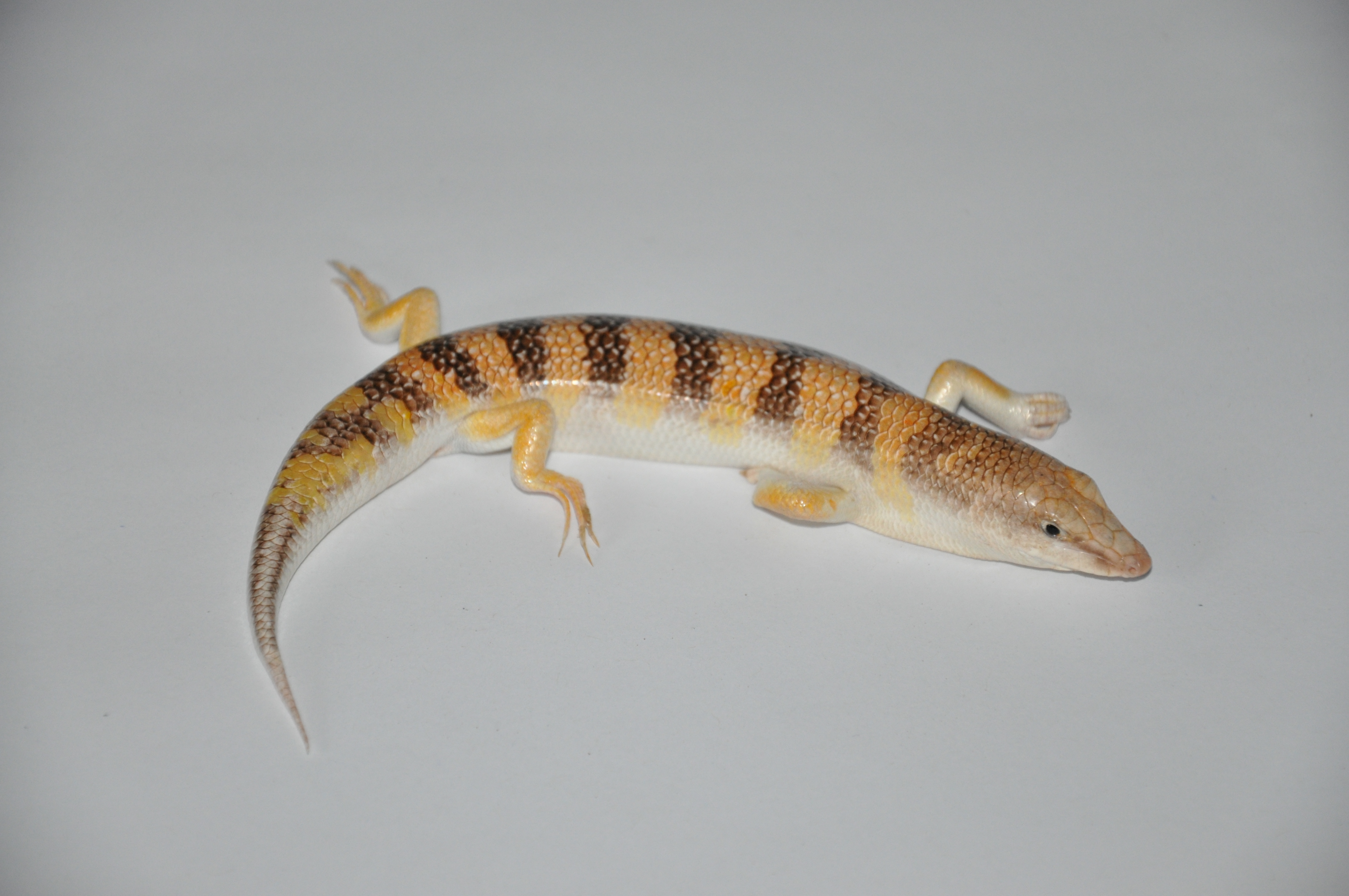
Mâle.

On trouve ce scincidé solitaire et diurne dans les grandes zones sableuses très vives du Sahara et au moyen-Orient. Il est appelé « poisson de désert » pour son habileté à se déplacer très rapidement sur le sable, comme s'il nageait. Il se sert assez peu de ses courtes pattes, mais ondule son corps pour glisser à la surface du sable.
En cas de danger, il peut littéralement plonger dans le sable, ses yeux, oreilles étant protégés par des écailles. D'une taille moyenne entre 18 et 25 cm, il ne creuse pas de terrier, mais s'enfouit dans le sable entre 10 et 40 cm de profondeur afin de se protéger de la chaleur du désert. 
Sa nourriture se compose d'insectes (sauterelles, coléoptères), d'arachnides, de lézards et de plantes. Il repère ses proies par les vibrations qu'elles génèrent en se déplaçant.
Sa reproduction n'est pas très documentée, l'espèce est ovipare.

## Liste des sous-espèces
Selon The Reptile Database (5 décembre 2012) :
- Scincus scincus conirostris Blanford, 1881
- Scincus scincus cucullatus Werner, 1914
- Scincus scincus meccensis Wiegmann, 1837
- Scincus scincus scincus (Linnaeus, 1758)

## Publications originales
- Blanford, 1881 : On a Collection of Persian Reptiles recently added to the British Museum. Proceedings of the Zoological Society of London, vol. 1881, p. 671-682 (texte intégral).
- Linnaeus, 1758 : Systema naturae per regna tria naturae, secundum classes, ordines, genera, species, cum characteribus, differentiis, synonymis, locis, ed. 10 (texte intégral).
- Wiegmann, 1837 : Herpetologische Notizen. Archiv für Naturgeschichte, vol. 3, p. 123-136 (texte intégral).
- Werner, 1914 : Ergebnisse einer von Prof. Franz Werner im Sommer 1910 mit Unterstützung aus dem Legate Wedl ausgeführten zoologischen forschungsreise nach Algerien. II. vertebrata. Sitzungsberichte der Österreichischen Akademie der Wissenschaften. Mathematisch-Naturwissenschaftliche Klasse, vol. 123, p. 331-361 (texte intégral).